# Amadio da Milano
Amadio da Milano, eigentlich Amadio Amadei (* um 1420; † 1483 in Ferrara) war ein italienischer Goldschmied.

## Leben
Ort und Zeitpunkt seiner Geburt sind nicht sicher bekannt, er war Sohn eines Antonio Amadei aus Castronago. Amadio arbeitete in Ferrara ab 1437 „als Angestellter“ für die Herrscherfamilie Este bis zu seinem Tod. Sein berühmtestes Werk ist das dreiteilige Set, bestehend aus zwei Konfektschalen und einer Vase, die er von 1465 bis 1466 für Borso d’Este anfertigte. Die Konfektschalen auf Löwenfüßen waren aus vergoldetem Silber gearbeitet und mit Girlanden und Emaileinlagen verziert, die das Wappen des Hauses Este enthielten. Auf diesen waren vergoldete Verzierungen und die Einhörner des Borso d’Este angebracht. Die Vase hatte die Form eines Eimers, auch auf ihr war ein vergoldetes Einhorn montiert. Das Gesamtgewicht der drei verschollenen Kunstgegenstände betrug 78,75 oz.
Außerdem schuf Amadio da Milano Medaillen für Niccolò III. d’Este und seinen Sohn Leonello d’Este. Amadio da Milanos Söhne Giovan Battista und Pietro wurden ebenfalls Goldschmiede.
Sein Testament wurde am 6. August 1483 in Ferrara ausgefertigt, 1484 wird er als verstorben erwähnt.